# Torshälla
För andra betydelser, se Torshälla (olika betydelser).
Torshälla är en tätort i Eskilstuna kommun i Södermanlands län, belägen omkring 7 km norr om centrala Eskilstuna, men enbart några hundra meter skiljer Slagsta i norra Eskilstuna ifrån tätortens södra delar. Torshälla är även en administrativ kommundel inom Eskilstuna kommun, som orten sedan 1971 ingår i.
Torshälla är historiskt en handels- och hantverksstad och den äldsta staden i Rekarnebygden, med stadsprivilegier från 1317. Sedan 1800-talet finns även en större stålindustri vid Nyby bruk, en bruksort som idag är sammanväxt med Torshälla. Orten firade sitt 700-årsjubileum under 2017.

## Historia

### Tillkomst och etymologi
Vid nuvarande Torshälla kyrka fanns en lokal kultplats för asatron långt innan kyrkan uppfördes, det vill säga före 1100-talet. Namnet Torshälla anses kunna härledas från "Tors harg" (som även den lokala idrottsplatsen heter idag) och har översatts som "Tors offerplats". Den kan ha legat antingen där kyrkan nu är belägen eller på Klockberget ovanför. I kyrkan förvaras en fragmentarisk runsten. Den stympade inskriften har följande lydelse: "...resa (stenen) efter Kakr (sin) dugande make".
Staden ligger vid de första fallen från Torshälla/Eskilstunaåns mynning ut i Mälaren, vilken dessutom låg mycket närmare Torshälla med vikingatidens havsnivå. Fallen var därför en strategisk och viktig plats för utförsel av allehanda produkter sjövägen.

### Medeltida handels- och hantverksstad
Den äldsta delen av Torshälla kyrka är från 1100-talet. Den unge kungen Valdemar Birgersson uppehöll sig i Torshälla 1252 och utfärdade ett antal kungliga brev på platsen. Torshälla stad erhöll stadsprivilegier av kung Birger Magnusson i ett bevarat dokument daterat 24 februari 1317. Därmed är Torshällas stadsprivilegier bland de äldsta bevarade i Sverige, och staden utgör tillsammans med Nyköping, Trosa, Södertälje och Strängnäs de medeltida städerna i Södermanland, ej inräknat Stockholm.
På Husberget, öster om fallet, finns rester i marken efter en borganläggning, som grävdes ut mellan 1986 och 1989. Rika fynd av bland annat ett 40-tal armborstspetsar visar att heta strider verkar ha stått kring denna försvarsanläggning. Borgen har troligen anlagts i slutet av 1200-talet eller en bit in på 1300-talet. Den har vid ett par tillfällen härjats av bränder men återuppförts. Ett fynd av en brakteat, präglad någon gång mellan 1363 och 1389, anses beteckna borgens definitiva undergång.
Också på Holmberget, beläget söder om Husberget, har fynd gjorts som tyder på att även detta berg har varit befäst. Så har också varit fallet med Nyby fornborg på Nybyberget, intill Nybyån väster om staden. Analyser av kol från de undre lagren av den omgivande vallen pekar på att denna borg uppförts under senare delen av 1300-talet eller början av 1400-talet.
Några konkreta spår av den medeltida stadsbebyggelsen kring kyrkan, väster om ån, har tidigare inte kunnat påvisas. I samband med arbeten för fjärrvärmeledningar i en av gränderna år 2005 framkom dock vid en arkeologisk undersökning ett kulturlager, som genom C14-metoden visade sig ha tillkommit mellan 1250 och 1400 e.Kr.
Torshälla plundrades och brändes år 1436 av riksmarsken Karl Knutssons här, som vedergällning för att man tagit Erik Pukes parti under Pukefejden.

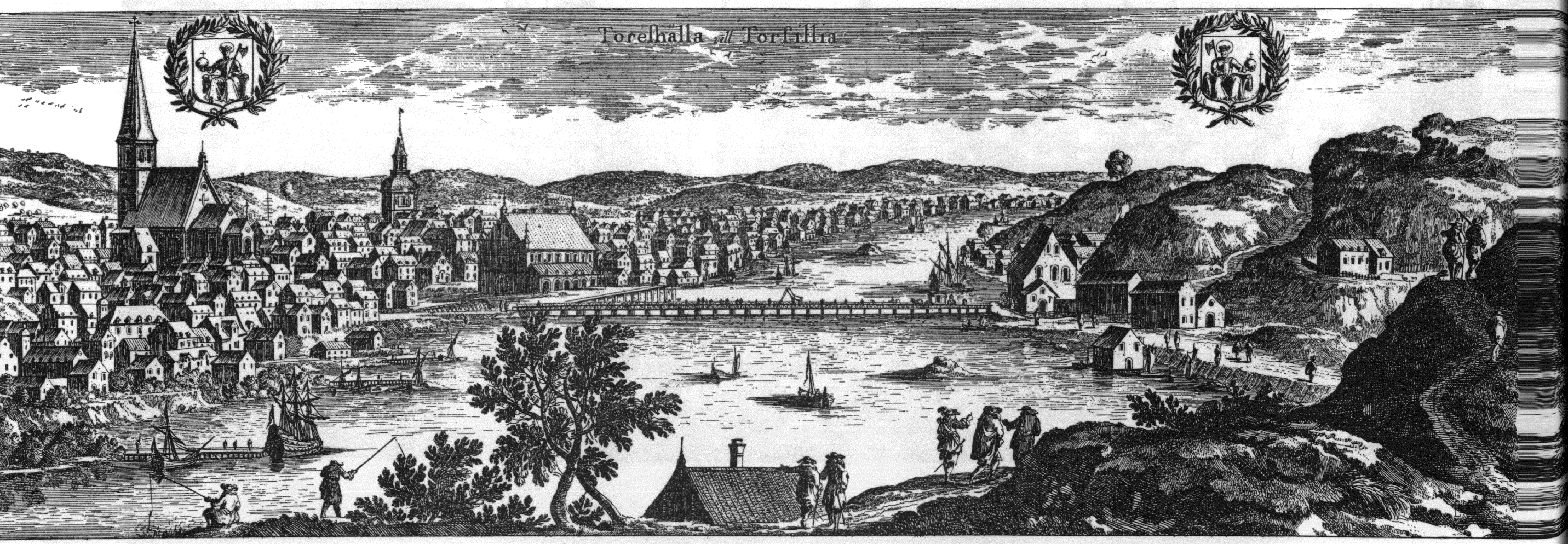
Torshälla omkring år 1700. Ur propagandaverket Suecia antiqua et hodierna, och därmed troligen inte helt tillförlitlig som skalenlig avbildning. De större byggnaderna till vänster i bilden är från vänster Torshälla kyrka med den dåvarande tornspiran, det dåvarande Torshälla rådhus och Torshälla kvarn.

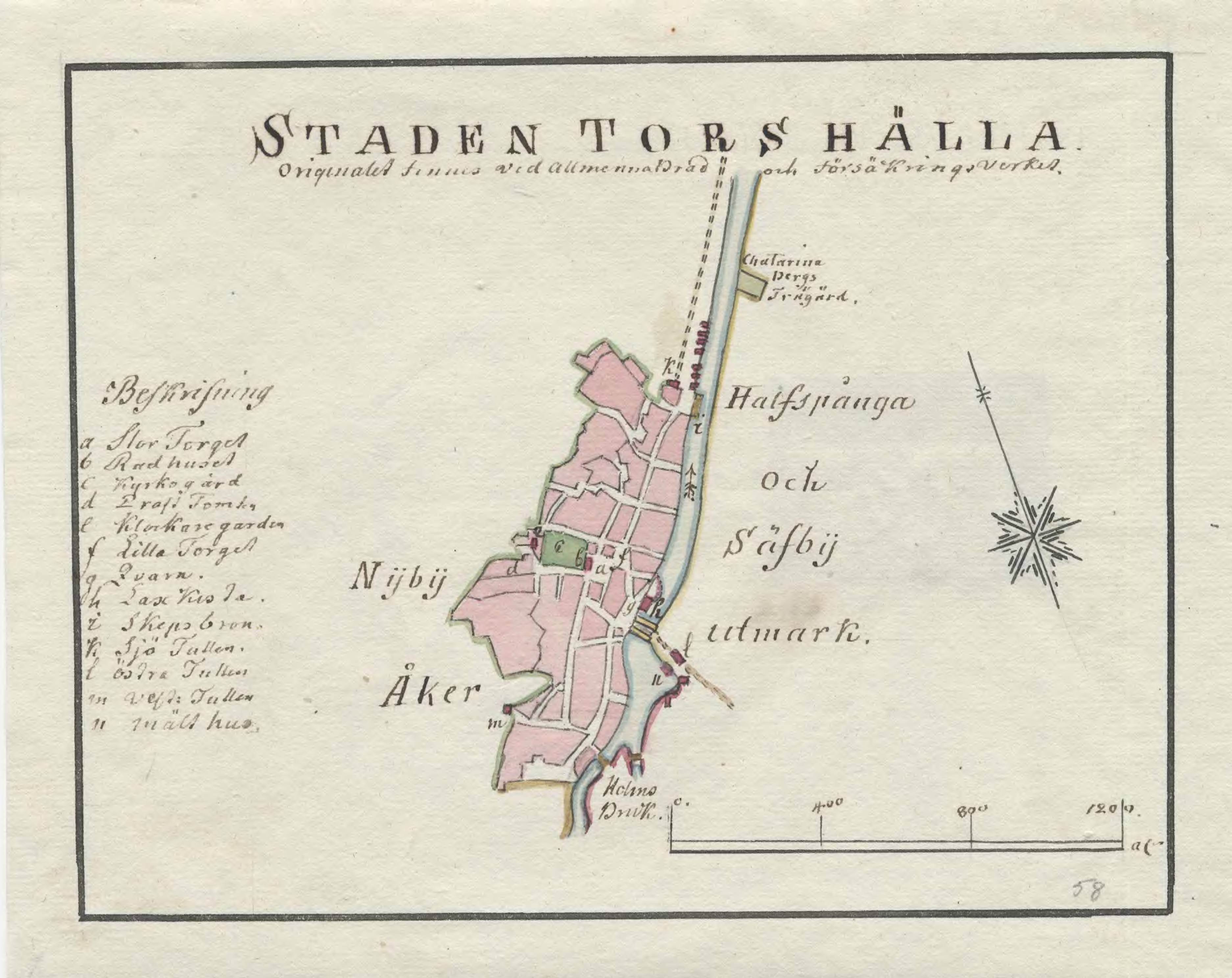
Karta över Torshälla från 1790-talet

Torshälla hade sin storhetstid som handelsstad under 1600-talet, då staden 1604 av Karl IX gjordes till stapelstad med rätt att bedriva utrikeshandel utan mellanhänder. Staden fungerade som ett centrum i handeln med tackjärn mellan Bergslagen och järnbruken i Södermanland. På 1620-talet anlades kronokvarnen Torshälla kvarn vid fallen. Staden var under denna period Rekarnes viktigaste handelsplats, före Eskilstuna, som först 1659 blev en oberoende stad med egna privilegier.

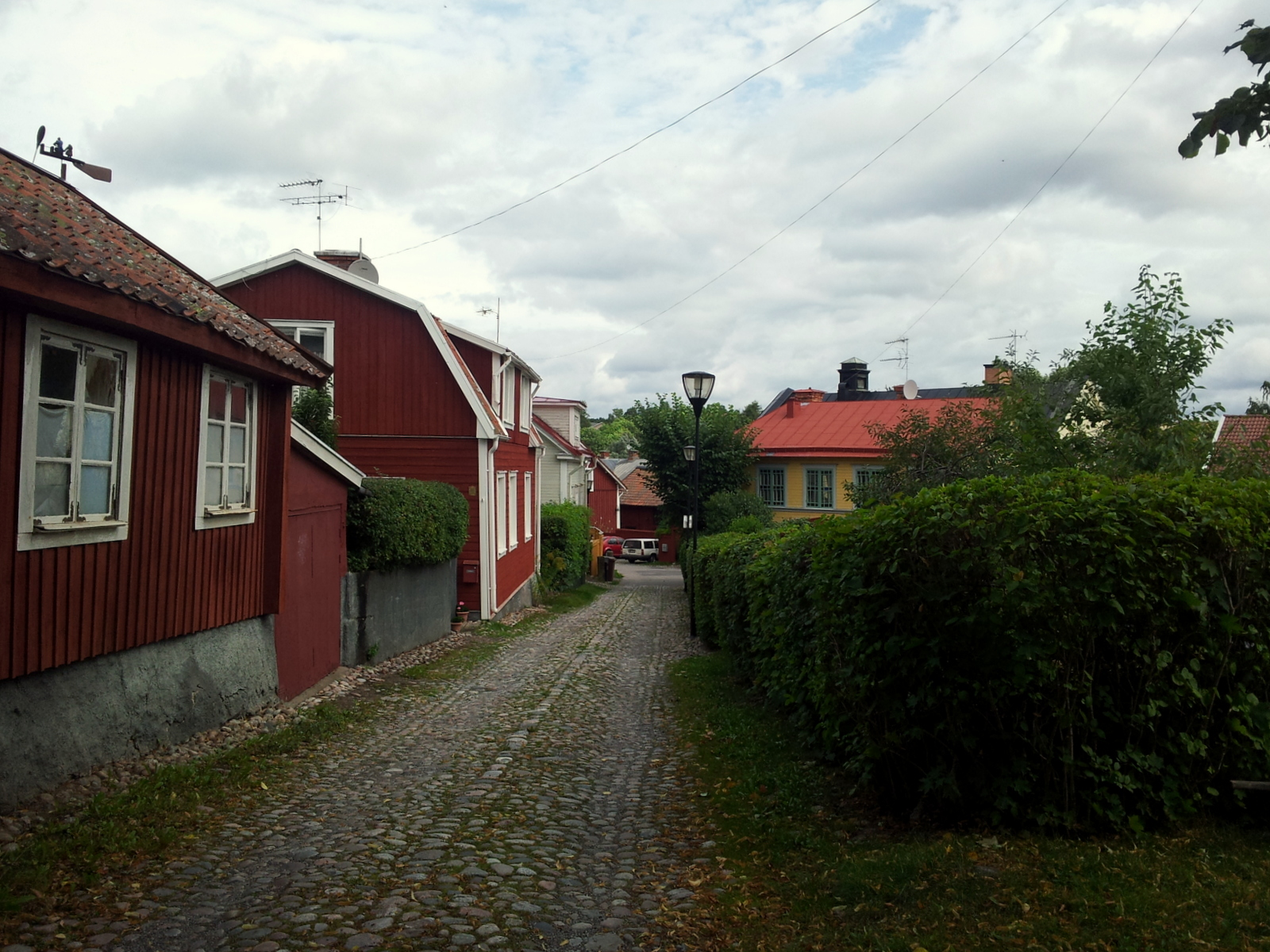
Sankt Olofs gränd i gamla Torshälla

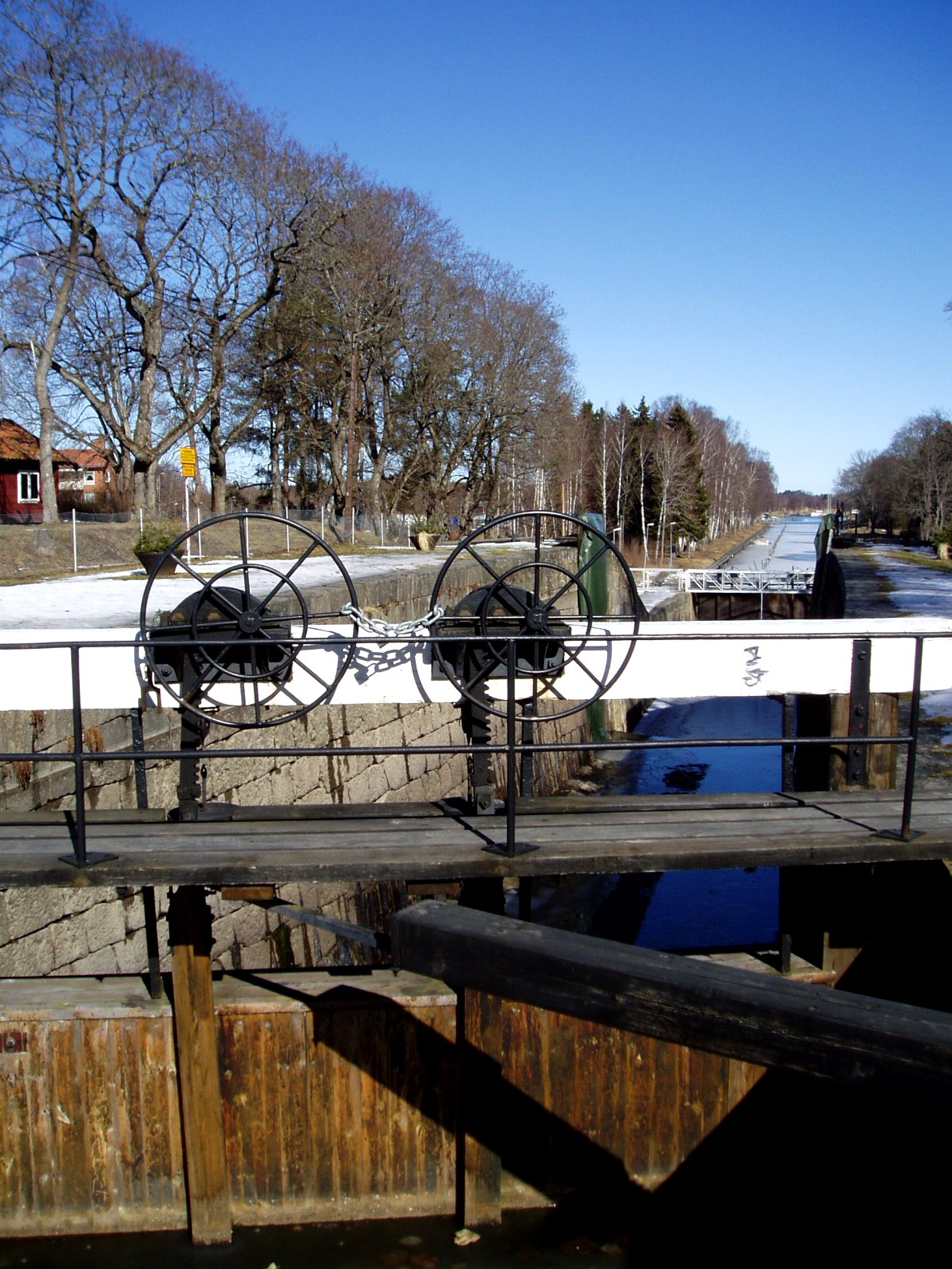
De renoverade slussarna i Torshälla, ursprungligen byggda 1860

 Den snabba utvecklingen av handel och industri i Eskilstuna och byggandet av kanaler för att kringgå fallen i Torshälla bidrog till att successivt minska Torshällas relativa betydelse som handelsplats. Den första kanalen, Karl IX:s kanal, som också var Sveriges första kanal, följde sträckningen för dagens Nybyån väster om Torshälla. Karl IX:s kanal stod färdig 1610 men var obrukbar redan omkring 1650. Byggandet av Hjälmare kanal, öppnad 1639, med ny sträckning 1830, och Eskilstuna och Torshälla kanal genom östra Torshälla, invigd 1860, gjorde Torshällas hamn huvudsakligen överflödig som omlastningsplats. Efter den stora branden 1798, som ödelade större delen av Torshälla, övertog Eskilstuna en ledande roll.

### Småstad och bruksby
Se även Nyby bruk.
I Nyby, idag en del av Torshälla, hade redan från 1400-talet och framåt smidesverksamhet bedrivits. 1829 grundade Adolf Zethelius Nyby bruk vid Nyby gård utanför det dåvarande Torshälla. Omkring bruket växte en bruksby upp. 
Industrin kom även att få stor betydelse inne i Torshälla. En mekanisk verkstad startades vid mitten av 1800-talet vid Holmen, verksamheten köptes 1889 upp av Nyby bruk. Den första industrin inom det gamla stadsområdet var N O Nyströms Bleckkärlsfabrik, som etablerades 1854. Den första stora skolan byggdes 1846 och 1886 uppfördes skolan vid Holmens bruk. En ny större skola ersatte vid sekelskiftet 1900 den äldre vid kyrkan. Även om Torshälla kom i skuggan av Eskilstuna innebar det sena 1800-talet och tidiga 1900-talet en kraftig befolkningsökning och bebyggelsen växte långt utanför den gamla stadskärnan då ett nytt centrum växte upp på den östra sidan av ån och ersatte det äldre. Efter att under perioden från 1600-talets början till 1850 inte haft mer än 400–600 innevånare, fick Torshälla runt sekelskiftet 1900 uppemot 2.000 innevånare.
Stadsparken på Holmberget anlades 1897 på initiativ av konstnären Georg Nyström (1861–1944). I parken reste man även ett slags offeraltare i hednisk stil för att hylla "stadens vikingaarv".  Mellan 1907 och 1945 gavs Torshälla Tidning ut i Torshälla, där Nyström var chefredaktör på 1930-talet.

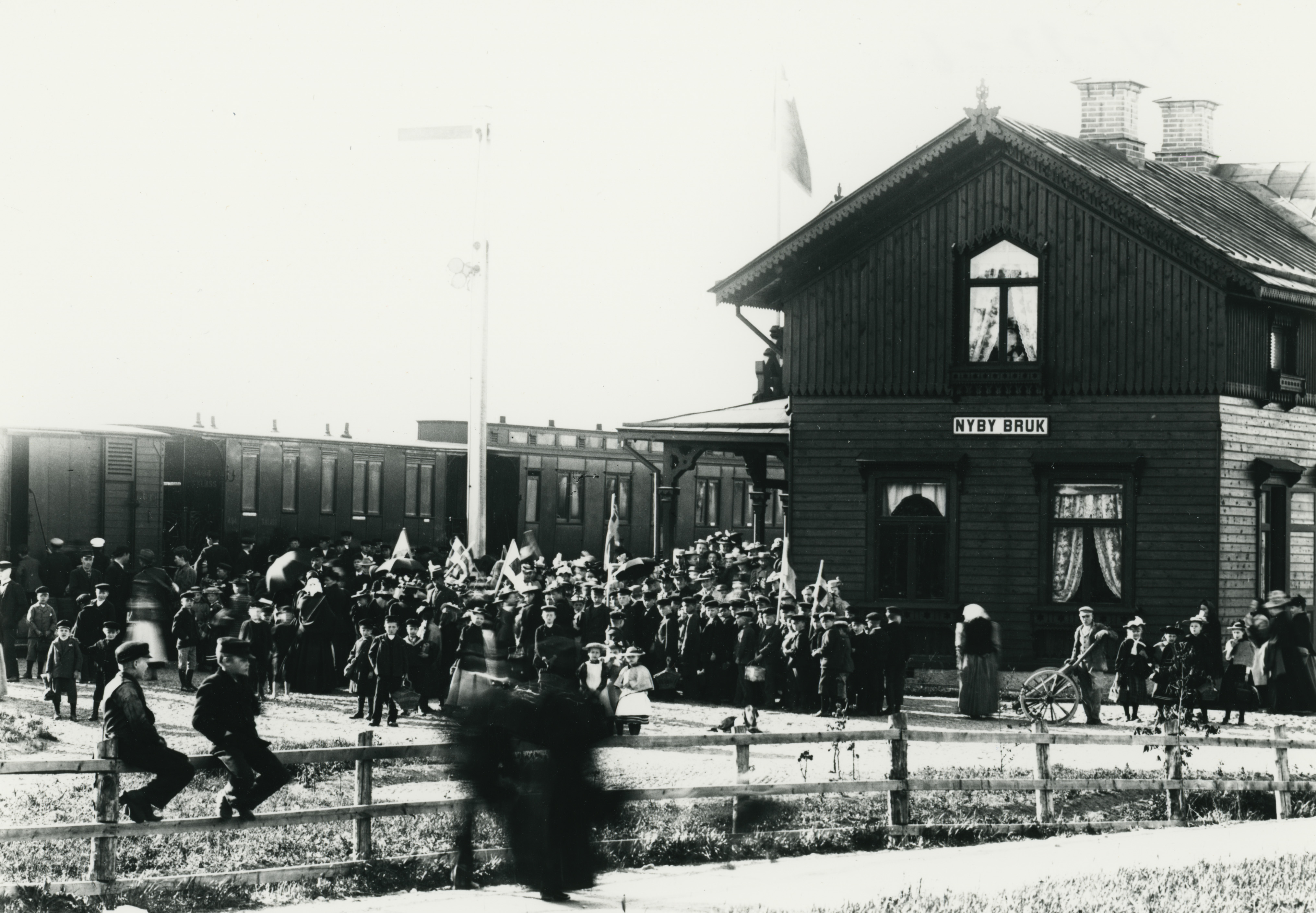
Nyby bruks järnvägsstation kring sekelskiftet 1900.

På 1890-talet byggdes Norra Södermanlands Järnväg genom Eskilstuna och Nyby bruk till Mälarbaden vid Mälarens strand norr om Torshälla. Stationshuset vid Nyby (idag rivet) byggdes 1895 och stationen användes för passagerartrafik fram till 1933. Sedan dess har järnvägen endast använts för godstransporter till bruket.
Fick staden sin första elektricitet i samband med att ett vattenkraftverk installerades vid Vaddfabriken. Elektriciteten därifrån drogs även till några butiker för att förse dem med el. Motioner framfördes om inrättandet av ett kommunalt elnät, bland annat för gatubelysning, med det dröjde till 1917 innan ett sådant byggdes upp, genom anslutning till Älvkarleby kraftverk. Ett kommunalt vattenledningssystem kom att dröja länge, trots att man redan 1874 utrett frågan, sedan stadsbor med dåligt vatten börjat stjäla vatten ur grannarnas brunnar. Enlighet i kommunalfullmäktige kunde dock inte nås. Dagvattenbrunnar för att leda bort vatten från gatorna byggdes dock vid de större gatorna 1914. 1921 fanns förslag om att knyta Torshälla till Eskilstunas vattennät, men inte heller denna gång blev det något av. Först 1929 tillsattes en kommitté för utredning av möjligheterna att bygga ett vattenledningsystem, 1932 var förslaget klart, 1933 beslutades om bygge och 1934 vattenledningsystemet tas i bruk. Avloppsvattnet leddes till en början rakt ut i Eskilstunaån, men i takt med att anslutningarna ökade blev också föroreningarna allt värre, och 1961 uppfördes ett reningsverk.
Brandförsvaret sköttes ursprungligen av Torshällaborna själva, som var skyldiga att delta vid en brand. Med tiden stod det dock klart att en riktig brandkår behövdes, och en borgarbrandkår bildades 1902. Budgeten var ringa och man utnyttjade främst handdrivna pumpar med handkärror. Först 1930 införskaffades en motorspruta, som fördes till brandplatserna i en inhyrd lastbil. 1936 införskaffades en första brandbil. Ett spruthus hade uppförts redan 1946. Byggnaden var dock helt uppvärmd och pumpar och motorer frös vintertid, och 1949 invigdes en riktig brandstation.
Under början av 1900-talet drabbades ortens mindre industrier av recession och befolkningstalen sjönk. Därefter kom en period av snabb ekonomisk tillväxt, driven av stålindustrin. Genom sitt läge direkt i anslutning till staden kom bruket att påverka stadens utveckling, genom en stor inflyttning av bruksarbetare under åren fram till 1970-talet. Under denna tid växte orten framförallt på östra sidan av ån, där ett modernt centrum skapades vid Östra torget. Av de inflyttade bruksarbetarna kom många från Finland och som ett resultat av detta har orten idag en stor sverigefinsk befolkning.
Genom omstruktureringar och nedskärningar i stålindustrin har sedan början av 1980-talet brukets betydelse som dominerande arbetsgivare i orten minskat. I samband med valet 2006 genomfördes en rådgivande folkomröstning om en föreslagen delning av Eskilstuna kommun, med Torshälla som självständig kommun. Resultatet blev en majoritet för att behålla kommunen inom de nuvarande gränserna.
Under 2000-talet har nybyggnation av villor och ökat permanentboende i norra utkanten av Torshälla mot Mälaren medfört att tätorten idag även omfattar områdena Mälarbaden, Torshälla huvud (med Mälby) och Ängsholmen, som tidigare definierades som separata småorter.

### Administrativa tillhörigheter
Torshälla stad ombildades vid kommunreformen 1862 till en stadskommun. Delar av ortens bebyggelse med Nyby bruk kom att ligga i Torshälla socken/landskommun och denna del kom 1952 att införlivas i Torshälla stad som senare 1971 uppgick i Eskilstuna kommun. 2016 inrättades Torshälla distrikt i vilket tätorten ligger.
I kyrkligt hänseende hörde orten till Torshälla stadsförsamling som 1970 namnändrades till Torshälla församling. En del av bebyggelsen hörde före 1952 till Torshälla landsförsamling.
Orten ingick till 1 juli 1946 i domkretsen för Torshälla rådhusrätt och därefter till 1971 i Livgedingets domsagas tingslag. Sedan 1971 ingår Torshälla i Eskilstuna tingsrätts domsaga.

### Befolkningsutveckling
| Befolkningsutvecklingen i Torshälla 1900–2020                                                     | Befolkningsutvecklingen i Torshälla 1900–2020 | Befolkningsutvecklingen i Torshälla 1900–2020 | Befolkningsutvecklingen i Torshälla 1900–2020 | Befolkningsutvecklingen i Torshälla 1900–2020 |
| ------------------------------------------------------------------------------------------------- | --------------------------------------------- | --------------------------------------------- | --------------------------------------------- | --------------------------------------------- |
|                                                                                                   |                                               |                                               |                                               |                                               |
| År                                                                                                |                                               |                                               | Folkmängd                                     | Areal (ha)                                    |
| 1900                                                                                              | 1900                                          |                                               | 2 515                                         | †                                             |
| 1960                                                                                              | 1960                                          |                                               | 5 662                                         |                                               |
| 1965                                                                                              | 1965                                          |                                               | 7 033                                         |                                               |
| 1970                                                                                              | 1970                                          |                                               | 8 363                                         |                                               |
| 1975                                                                                              | 1975                                          |                                               | 8 231                                         |                                               |
| 1980                                                                                              | 1980                                          |                                               | 8 153                                         |                                               |
| 1990                                                                                              | 1990                                          |                                               | 8 026                                         | 544                                           |
| 1995                                                                                              | 1995                                          |                                               | 7 665                                         | 551                                           |
| 2000                                                                                              | 2000                                          |                                               | 7 453                                         | 552                                           |
| 2005                                                                                              | 2005                                          |                                               | 7 614                                         | 556                                           |
| 2010                                                                                              | 2010                                          |                                               | 7 612                                         | 564                                           |
| 2015                                                                                              | 2015                                          |                                               | 8 928                                         | 918                                           |
| 2020                                                                                              | 2020                                          |                                               | 9 444                                         | 938                                           |
| Anm.: Sammanvuxen med Torshälla huvud, Mälarbaden och Ängsholmen 2015. † Stad med förstäder 1900. |                                               |                                               |                                               |                                               |

## Geografi och stadsbild
Torshälla ligger 7 km norr om Eskilstuna centrum i Eskilstuna kommun, Södermanlands län. Tätorterna är nästan sammanvuxna och skiljs endast åt av ett öppet gärde.
Torshälla delas i en västlig och en östlig del av Torshällaån, den nedre sträckningen av Eskilstunaån, som rinner ut i Mälaren norr om Torshälla.  Orten har uppstått omkring Kvarnfallet, en fors i ån som utgör en naturlig handelsplats. Terrängen är kuperad och flera höjder finns inom orten; Klockberget vid kyrkan och Nybyberget vid Nyby bruk, samt Husberget och Holmberget (stadsparken) öster om Kvarnfallet.
Den äldre stadsbebyggelsen är huvudsakligen koncentrerad till Gamla Torshälla på den västra sidan av ån, med kyrkan och rådhuset. Den gamla huvudgatan Storgatan löper där parallellt med ån i nord-sydlig riktning. På östra sidan av ån ligger det moderna centrumet vid Östra torget. Brogatan binder samman den gamla staden med centrum och korsar ån vid Kvarnfallet. Öster om centrum rinner Torshälla kanal.
I Torshällas västra utkant ligger Nyby bruk, ett brukssamhälle från 1800-talet. Genom den gamla bruksbyn rinner Nybyån, en gren av Torshällaån som historiskt utgjort en del av Karl IX:s kanal. Söder och öster om Torshällas centrum ligger villa- och hyreshusområden tillkomna mellan 1960-talet och 1980-talet. I den norra utkanten av orten vid Mälaren ligger villaområdena Roxnäs, Torshälla huvud (med Mälby) och Ängsholmen.

### Angränsande orter
I Torshällas omgivningar ligger orterna Udden och Mälarbaden vid Mälaren. Strax nordost om Torshälla, öster om ån, ligger Skeppartorp. Sydost om Torshälla ligger kommunens centralort Eskilstuna och sydväst om Torshälla ligger Hällbybrunn.

## Kommunikationer

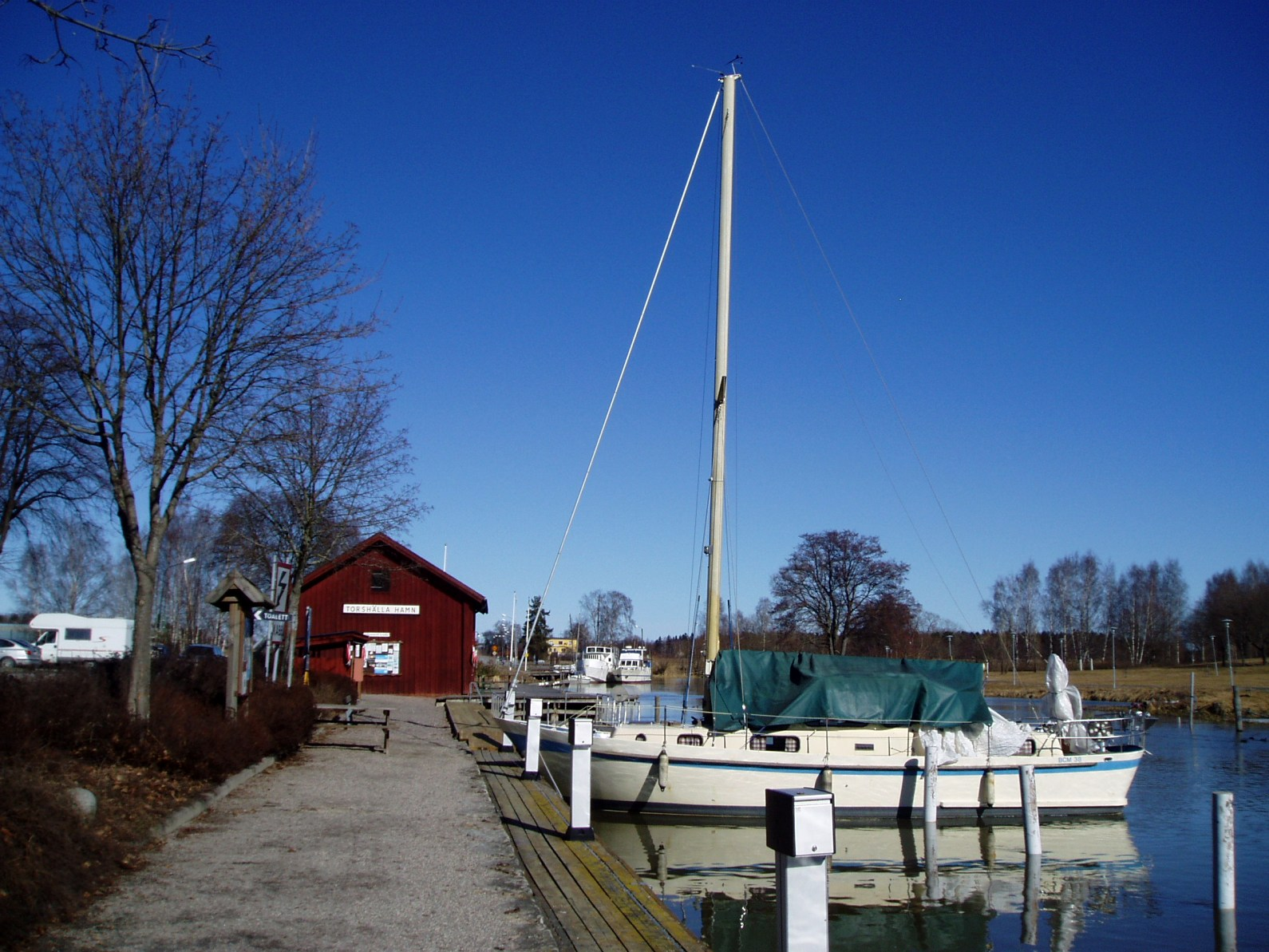
Torshälla hamn.

E20 passerar genom Eskilstuna söder om Torshälla, med närmaste avfarterna Folkesta (avfartsnr. 130) och Marielund (131). Riksväg 56 mellan Norrköping och Gävle passerar också strax väster om Torshälla i nord-sydlig riktning.
Täta lokalbussförbindelser till Eskilstuna centrum och Eskilstuna centralstation finns, samt busslinjer till Mälarbaden och Mälby.
Järnväg med godstrafik finns till Nyby bruk. Persontrafiken på banan lades ner 1933.
En småbåtshamn finns norr om fallen i Torshälla och under sommarsäsongen angörs Torshälla hamn av turistbåtar som trafikerar Mälaren. Efter renoveringsåtgärder under senare år är slussarna i Torshälla återigen trafikerbara med kanalbåten St.Olof som går från Torshälla hamn till Rothoffsparken i Eskilstuna. Ån är via Eskilstuna och Torshälla kanal trafikerbar uppströms från slussarna i kanalen till Eskilstuna, men då endast med mycket låga båtar på grund av de fasta vägbroarna längs ån.

## Näringsliv
Det dominerande industriföretaget och den största privata arbetsgivaren i Torshälla är Outokumpu som tillverkar rostfria stålprodukter vid Nyby bruk. Andra större privata arbetsgivare är Ellfolk Bygg AB och den medicinska instrumenttillverkaren Stille AB.
Under senare år har arbetspendlingen från Torshälla ökat, och många Torshällabor arbetar i Eskilstuna och Stockholm.

## Utbildning

### Skolor i Torshälla
Gökstensskolan, med verksamhet från förskoleklass till årskurs nio, är belägen i centrala Torshälla och har cirka 650 elever. Den erbjuder rid- och praktisk-estetisk profil. Skolan byggdes 1952.
Den något mindre Edvardslundsskolan, med verksamhet från förskoleklass till årskurs sex, byggdes 1974 och har idag runt 330 elever. 1998 nyinvigdes skolan efter en större ombyggnad. Den är belägen i området Edvardslund i östra Torshälla.

### Tidigare skolor

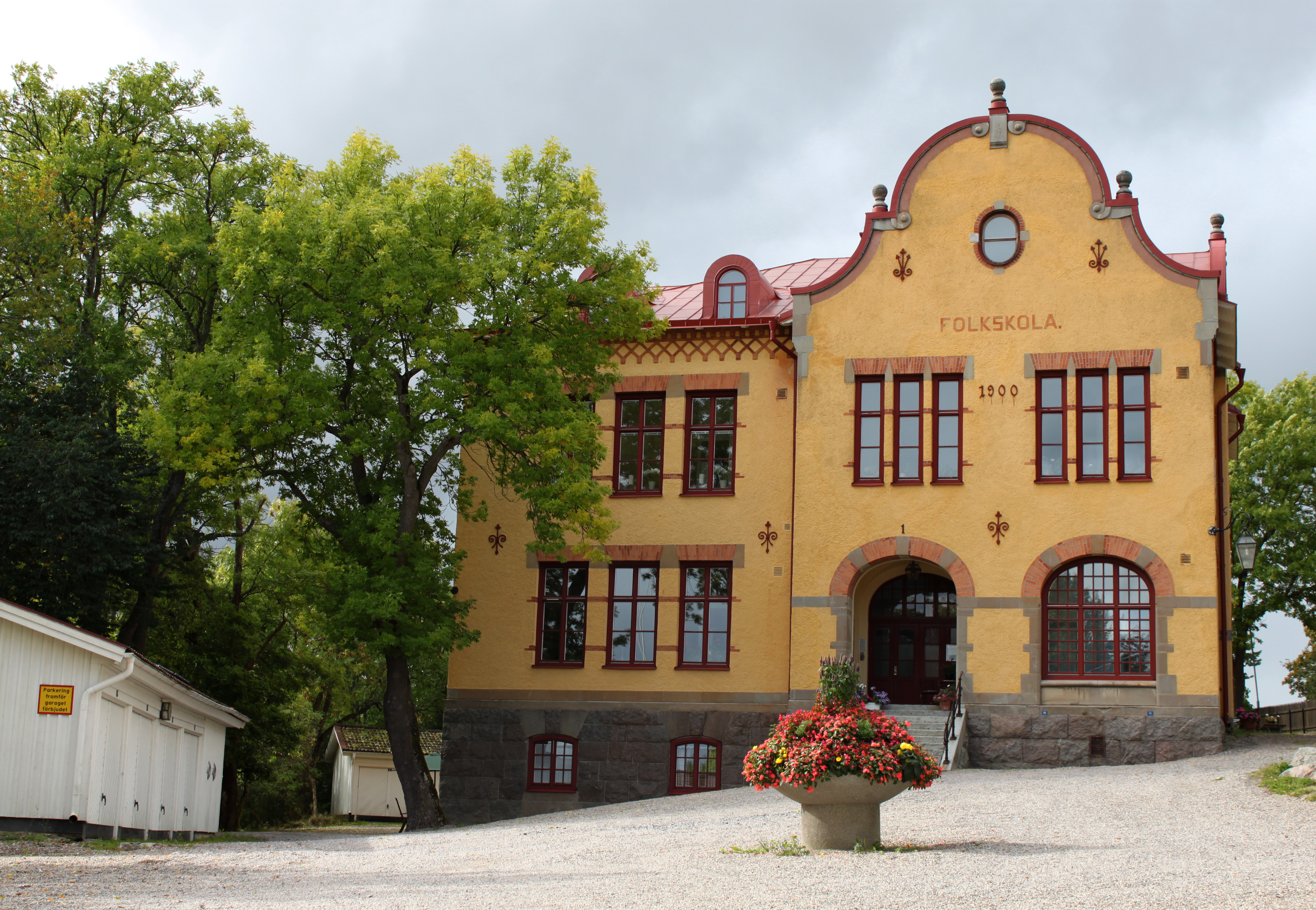
Kyrkskolan uppfördes år 1900. Skolan byggdes om till bostäder på 1980-talet.

Krusgårdsskolan vid Torshälla hamn byggdes som en provisorisk skola på 1970-talet men blev kvar till 1999, då skolan lades ned. Skolan hade i årskurserna 1-6 både svenskspråkiga och finskspråkiga klasser. Under 2000-talet revs skolan och på platsen finns nu Krusgårdsparken som har utegym och upplevelselekpark.
Andra skolor som tidigare funnits i Torshälla är Kyrkskolan (1900–1985), numera bostäder, Holmens skola (1886–1980), numera lokal för PRO, samt Roxnäs skola (1896–1985), numera lokal för Länkarna.

## Kultur och sevärdheter

### Musik
I Torshälla finns en tradition om att Fredmans epistel n:o 39, Storm och böljor tystna ren ska ha komponerats av Carl Michael Bellman under en kortare vistelse i Torshälla; detta anges även i den tryckta utgåvan från 1790, där undertiteln lyder "Öfver Bergströmskans Porträt på Liljans krog, i Torshella". En krog med detta namn fanns i Torshälla fram till 1900-talets början, intill västra brofästet till bron vid Kvarnfallet. Den så kallade "Bellmanspilen" som stod nära Kvarnfallet i Torshälla fram till 2007 ska enligt en lokal tradition haft anknytning till Bellman. Historien är dock sannolikt ett sentida påfund, då trädet är ungt på fotografier från sent 1800-tal och enligt experter endast stått på platsen sedan mitten av 1800-talet.
Den stora gruppen sverigefinnar i Torshälla har satt ett avtryck i ortens musikliv; årligen arrangeras en folkmusik- och dansfestival av ortens finska förening.  Sami Sirviö och Markus Mustonen, medlemmar i Kent, har rötter i Torshälla.
Bland andra musikprofiler med koppling till staden märks den Norgefödda Abba-medlemmen Anni-Frid Lyngstad, som växte upp i Torshälla, samt musikern och låtskrivaren Gunnar Sandevärn, som samarbetade med Lyngstad under hennes tidiga karriär.

### Konst

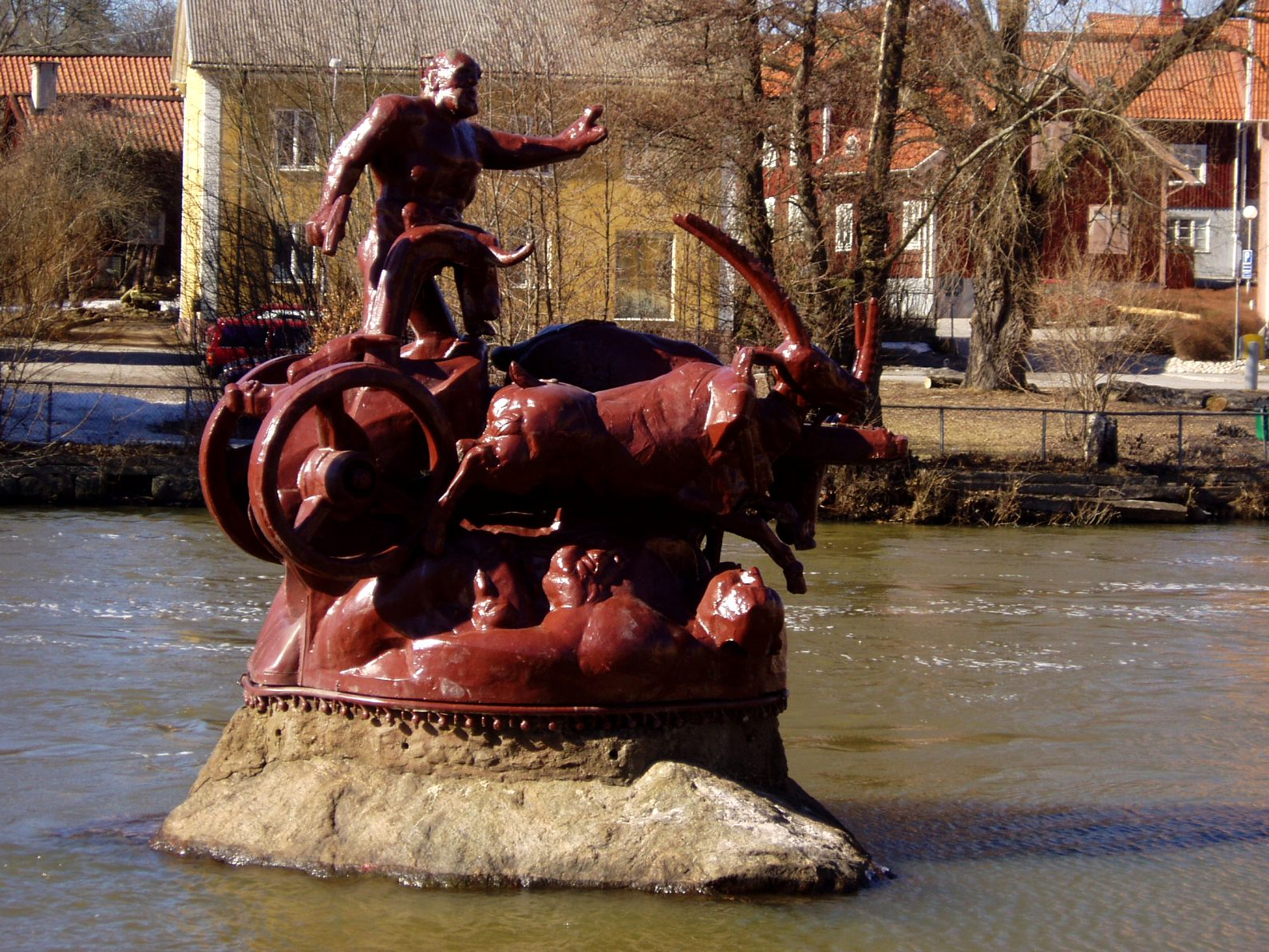
Skulpturen Tors bockar av Allan Ebeling.

Ebelingmuseet är Torshällas konstmuseum med en permanent utställning av keramikern, konstnären och skulptören Allan Ebelings verk. Ebeling var under en stor del av sitt liv verksam i Torshälla. Flera av Ebelings skulpturer står på offentliga platser i Torshälla, bland andra Tors bockar i Torshällaån och Vattenbärerskan på Östra torget.
Glaskonstnären Åsa Brandt är sedan 1968 verksam i Torshälla och har en glashytta för studioglastillverkning. Grafikern Per Dahlberg är uppväxt i Torshälla och har avbildat staden i många av sina verk.

### Sevärdheter
- Bergströmska gården är en välbevarad 1700-talsgård som inrymmer hembygdsmuseet. Kvarteren omkring gården i gamla Torshälla utgör de äldsta bevarade delarna av småstadsbebyggelsen.
- Ebelingmuseet, konstmuseum med bland annat en permanent samling av Allan Ebelings verk.
- Nyby bruksby är en bruksmiljö från 1800-talet omkring Nybyån. Den nya herrgården med tillhörande park på östra sidan av ån uppfördes 1832-1834 på Nyby gårds dåvarande ägor.
- Torshälla kvarn uppfördes på 1620-talet och inrymmer numera biblioteket samt en utställningslokal.
- Torshälla kyrka.  De äldsta delarna är från 1100-talet.  Kyrkan har takmålningar från 1400-talet utförda av Albertus Pictor med den äldsta kända avbildningen av glasögon i Sverige.
- Torshälla rådhus vid Rådhustorget, byggt 1833. De gamla häktescellerna är museum och visas efter överenskommelse.

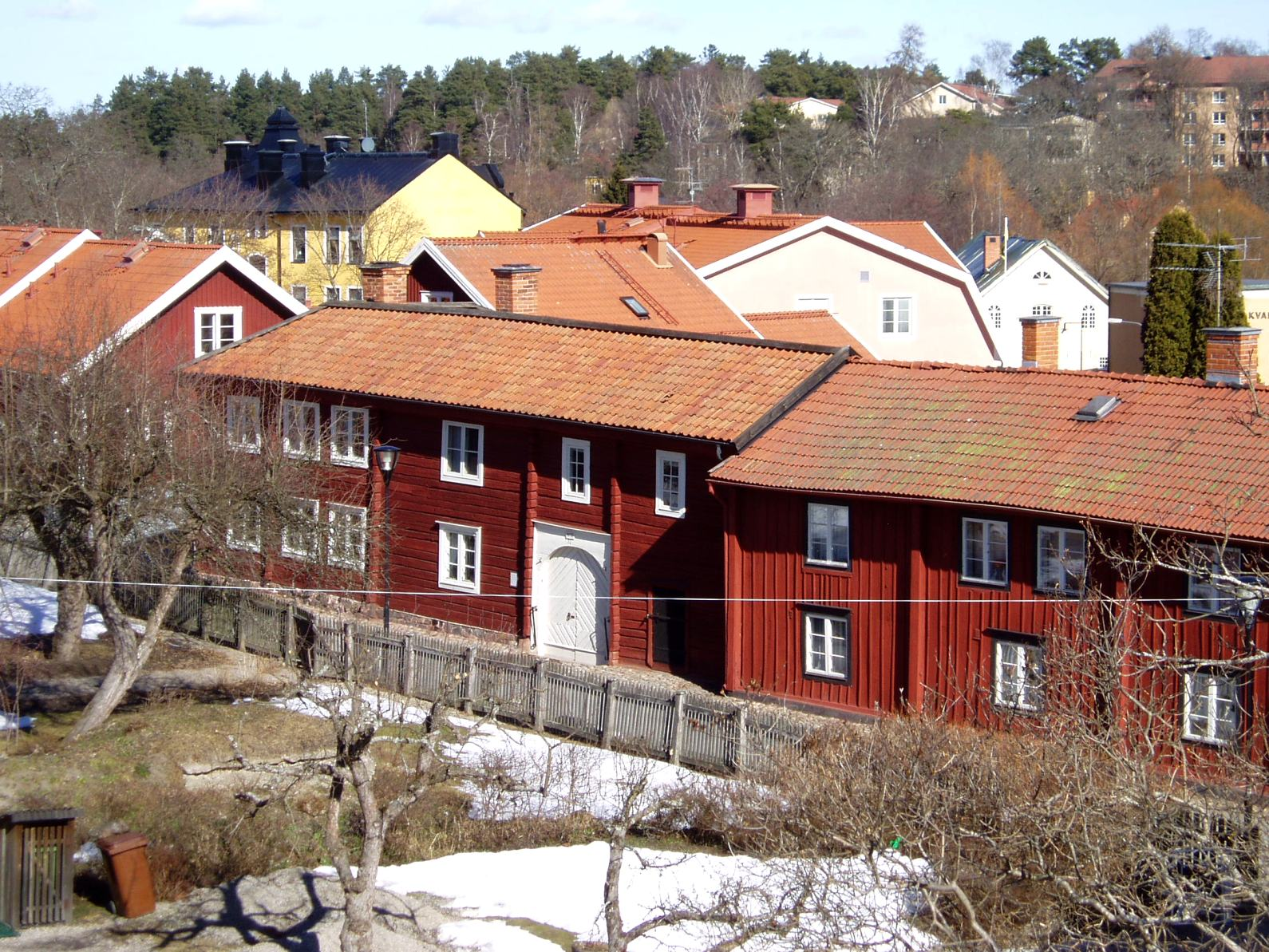
Bergströmska gården
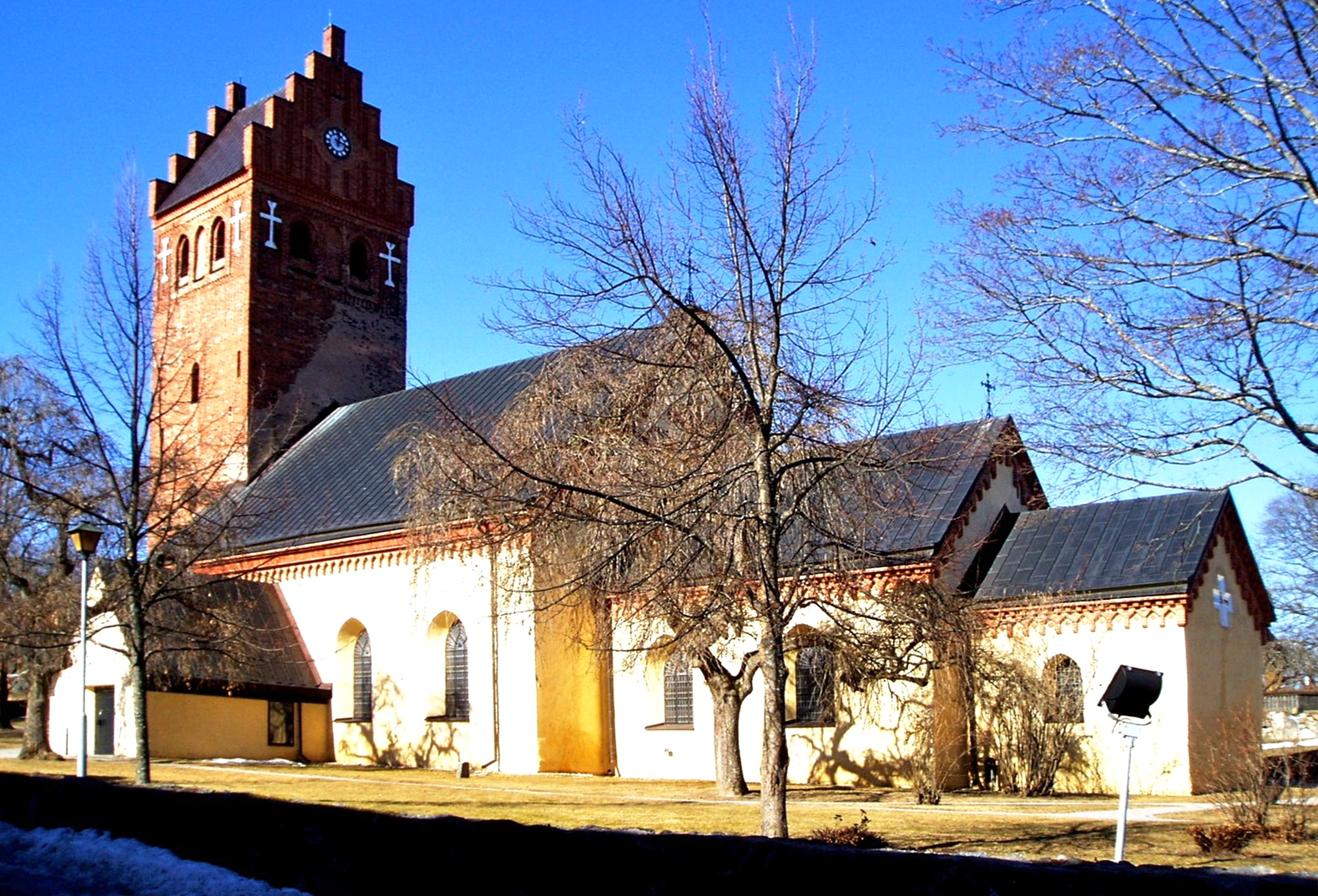
Torshälla kyrka
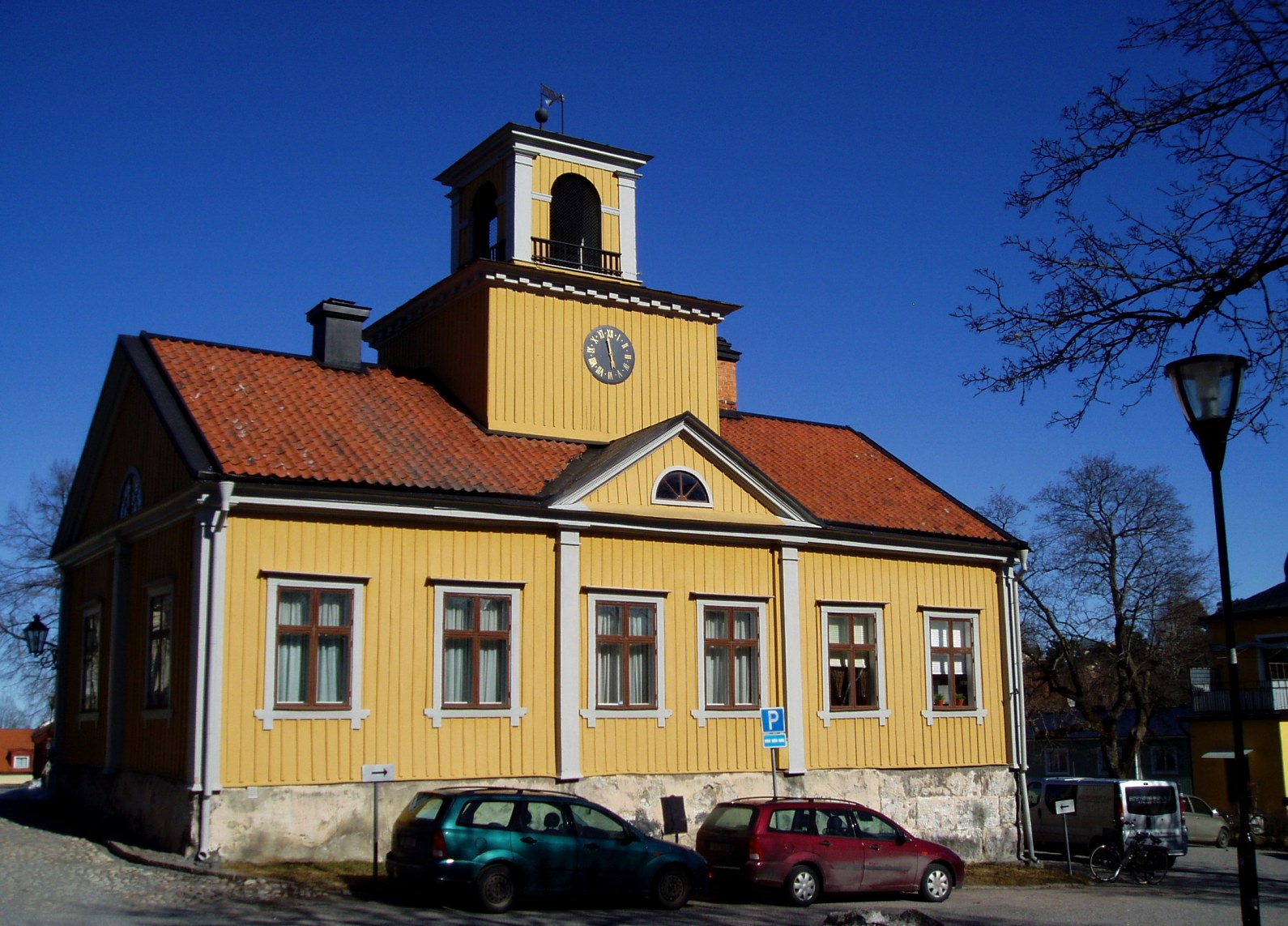
Torshälla rådhus
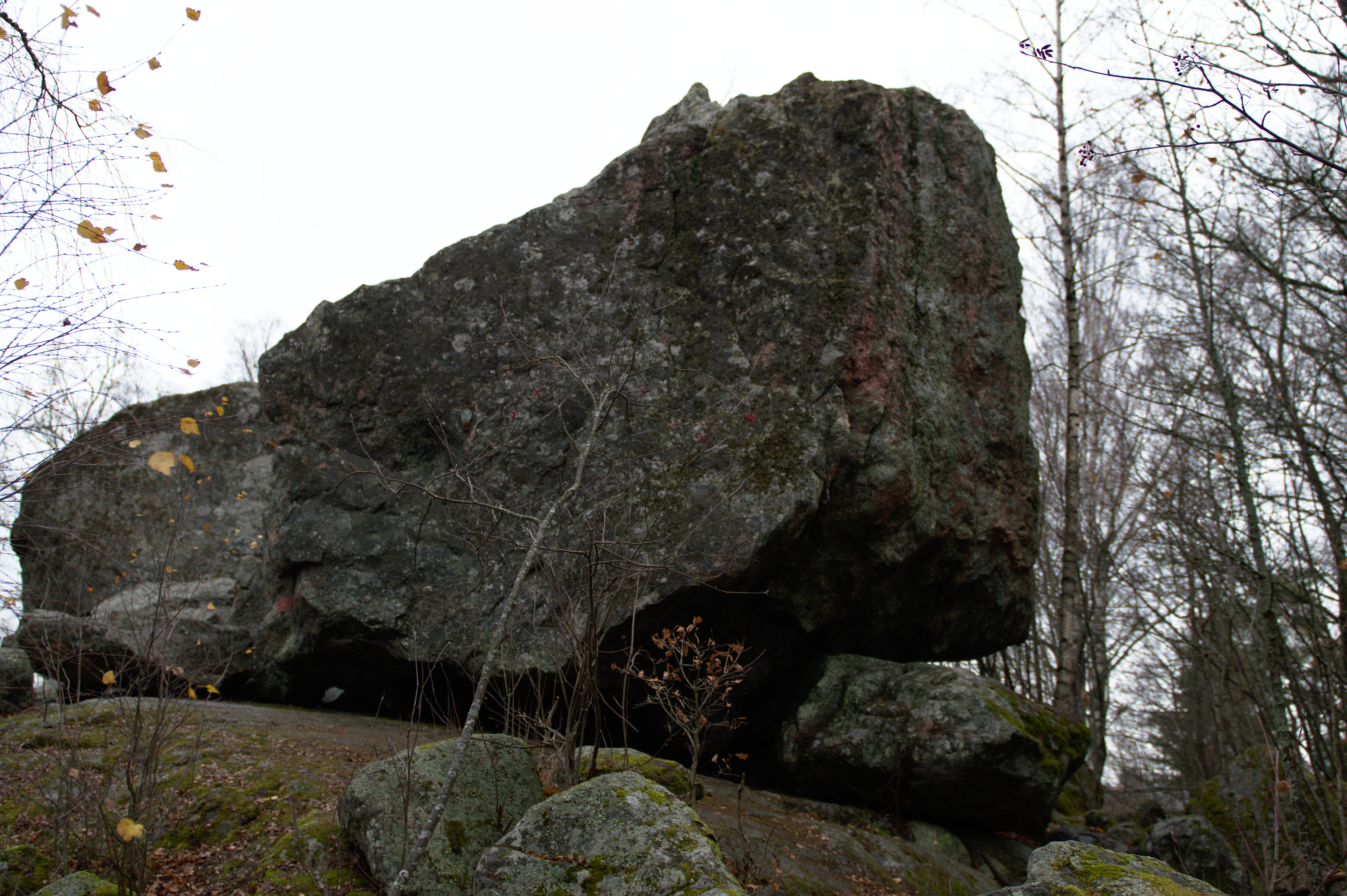
Gökstenen

### Idrott

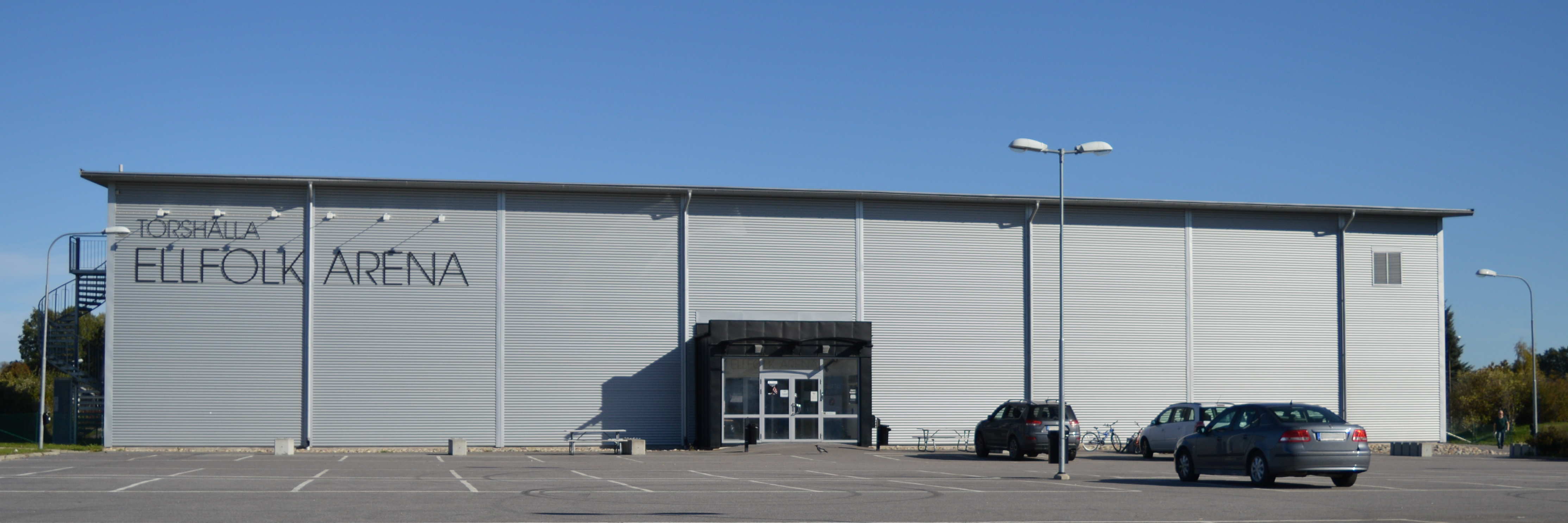
Ellfolk arena

Bland idrottsklubbar från orten återfinns:
- Gökstens BK (handboll)
- Nyby Torshälla RK (ridsport)
- OK Tor (orientering)
- Torshälla GK (golf)
- Torshälla IBK (innebandy)
- Torshälla-Nyby IS (fotboll, längdskidor, boule)
- Torshälla Segelsällskap

### Återkommande evenemang
Torshälla marknad arrangeras årligen andra helgen i september.

## Politik och administration

### Kommundelen Torshällas förvaltning
Torshälla är sedan kommunreformen 1971 en del av Eskilstuna kommun. Torshälla utgör en egen kommundel där bland annat förskola, grundskola, omsorgsfrågor, kultur- och fritidsverksamhet, parkskötsel samt gatu- och trafikfrågor beslutas politiskt i Torshälla stads nämnd, som är en kommundelsnämnd inom Eskilstuna kommun. Sedan 2017 är dock förvaltningen av kommundelen administrativt sammanslagen med de centrala kommunala förvaltningarna.
| Parti                              | Ledamöter | Ersättare |
| ---------------------------------- | --------- | --------- |
| Miljöpartiet                       | 1         | 1         |
| Socialdemokratiska Arbetarepartiet | 5         | 3         |
| Vänsterpartiet                     | 1         |           |
| Moderata samlingspartiet           | 4         | 2         |
| Folkpartiet Liberalerna            | 1         |           |
| Kristdemokraterna                  |           | 1         |
| Centerpartiet                      | 1         |           |
| Sverigedemokraterna                | 2         | 1         |

### Räddningstjänst
På orten finns en nyrenoverad deltidsbrandstation med en styrkeledare och fyra brandmän i beredskap. Verksamheten ligger under miljö- och räddningstjänstförvaltningen. Fordonsparken består av en fullstor och en mindre släckbil samt ett mindre fordon som styrkeledaren disponerar som första insatsperson. Även den mindre släckbilen används ofta av en första insatsperson.

### Kommundelningsfrågan
Under många år har frågan om huruvida Torshälla borde brytas ut ur Eskilstuna kommun diskuterats. I samband med valen 2006 genomfördes en rådgivande folkomröstning om en eventuell kommundelning. Valdeltagandet blev 52 % varav 67,5 % (av hela kommunens befolkning) röstade nej. I Torshälla röstade en ännu större majoritet för en odelad kommun.

## Kända Torshällabor

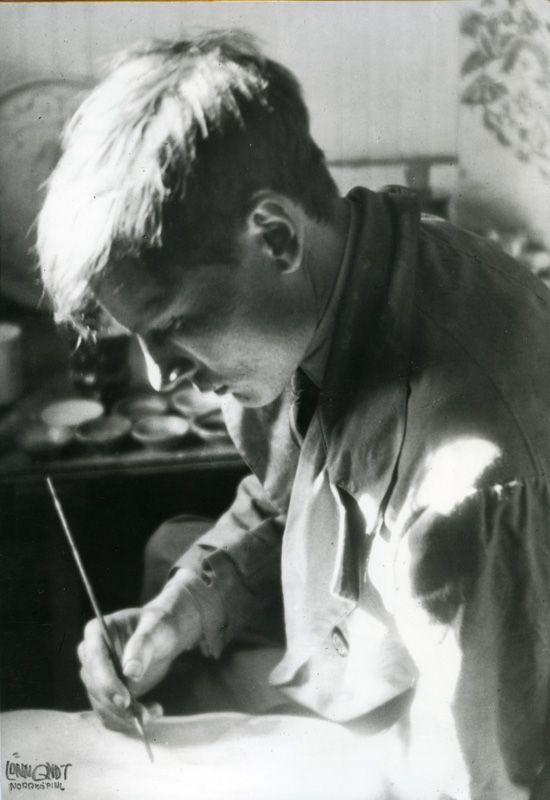
Allan Ebeling

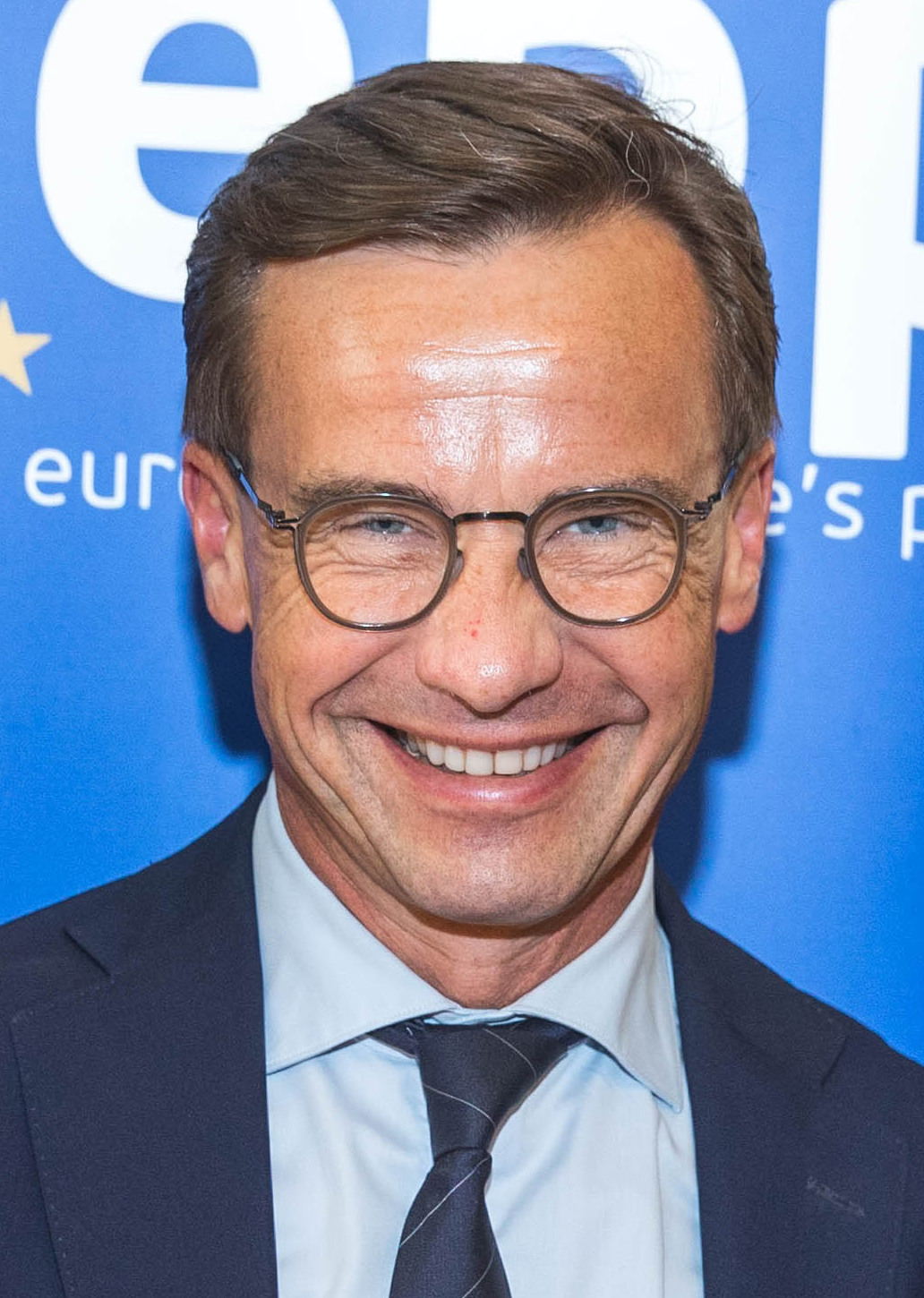
Ulf Kristersson (M) bodde stora delar av uppväxten i Torshälla.

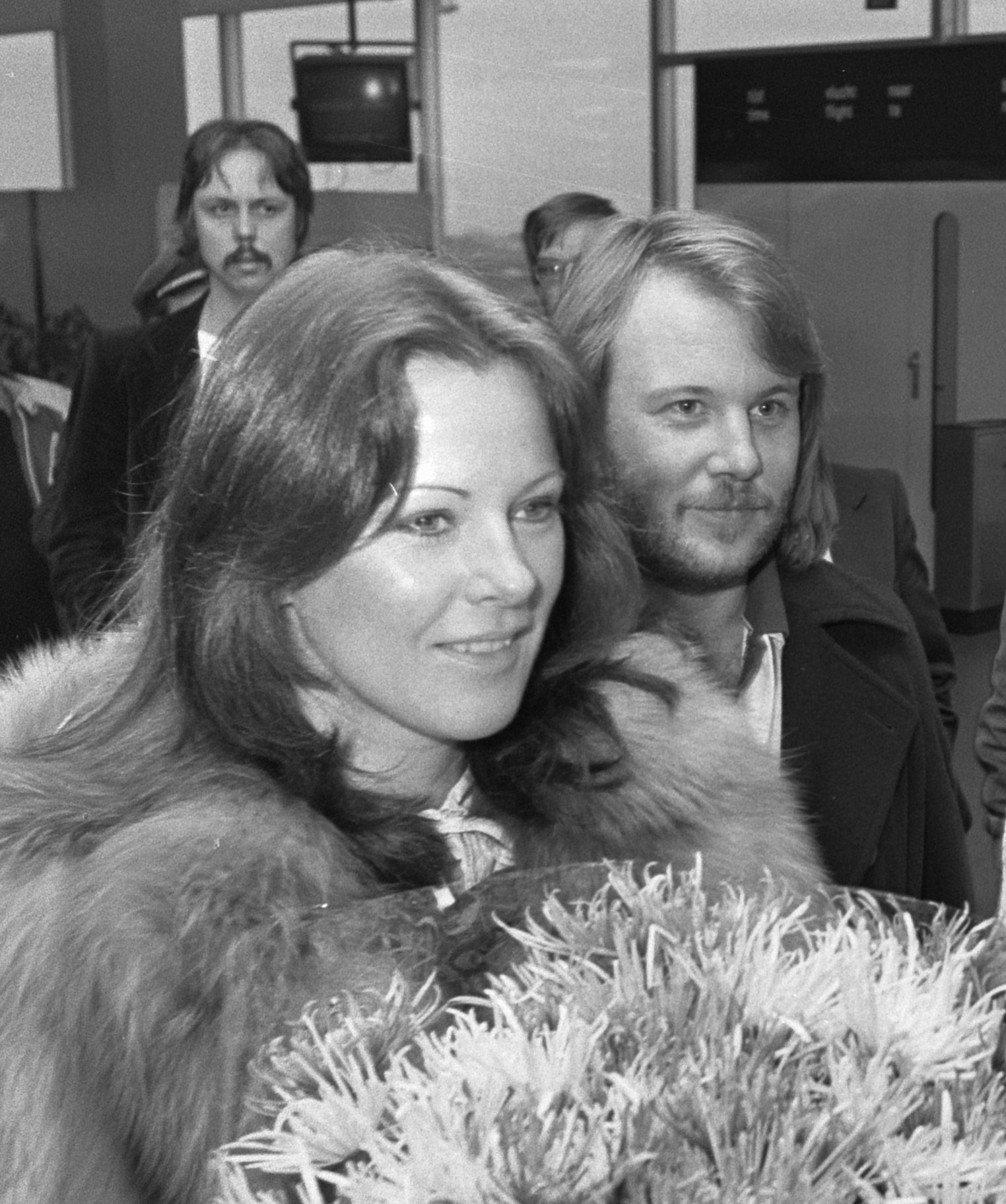
Anni-Frid Lyngstad med Benny Andersson, 1976

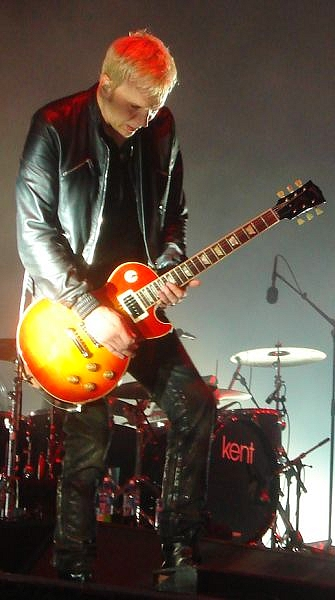
Sami Sirviö

- Karin Ahrland (född 1931), jurist och folkpartistisk politiker, sjukvårdsminister i Fälldins regering 1981–1982.
- Kjell Bergqvist, skådespelare, under flera år bosatt i Torshälla.[24]
- Åsa Brandt (född 1940), glaskonstnär.
- Carin Carlsson, som gift Carin zur Linde, operasångerska (alt).
- Per O. G. Dahlberg (född 1953), grafiker.
- Allan Ebeling (1897–1975), konstnär, keramiker och skulptör.
- Harriet Ebeling, konstnär och dotter till Allan Ebeling.
- Emil Elmvall (1900–1965), lantbrukare och centerpartistisk politiker.
- Johan Adolf Hellberg (1871–1951), socialdemokratisk riksdagsman
- Viktor Hellberg (1893–1988), psykiater och överläkare
- Ericus Kolmodinus (omkr. 1630 – omkr. 1665), dramatiker.
- Gabriel Kolmodin (1707–1779), kyrkoherde i Nyköpings västra församling, riksdagsman
- Nicolaus Laurentii Kolmodin (1674–1717), kyrkoherde i Tumbo församling och Råby-Rekarne församling
- Ulf Kristersson (född 1963), statsminister och partiledare för Moderaterna, uppväxt i Torshälla
- Walter Kurtsson, fiktiv Torshällabo, artistnamn för komikern Peter Torsén.
- Andres Lokko (född 1967), journalist och författare, född i Torshälla.
- Ingrid Ludvigsson (1920–2008), socialdemokratisk politiker och riksdagsledamot
- Anni-Frid Reuss, född Lyngstad, medlem i Abba.[25]
- Markus Mustonen, medlem i rockbandet Kent.
- Anna Nordqvist, professionell golfspelare och medlem i Torshälla GK.
- Georg Nyström (1861-1944), konstnär, fotograf och redaktör.
- Mary Rapp (1920–1964), skådespelare.
- Cecilia Ringkvist (1962-) sångerska, musiker.
- Richard Ringmar (1929–2003), bankdirektör, sångare och författare.
- Yvonne Ryding, tidigare Miss Universum.
- Anders Rönnlund (född 1951), konstnär.
- Gunnar Sandevärn, musiker och låtskrivare.
- Susanne Schelin (född 1953), skådespelare.
- Gustaf Victor Schotte (1823–1888), skolledare, läroboksförfattare och riksdagsman.
- Sami Sirviö, medlem i Kent.
- Edvard Söderberg (1849–1928), statistiker.
- Sulo Vaattovaara, fotbollstränare och tidigare fotbollsspelare.
- Johan Wallin (1873–1947), kopparslagare och socialdemokratisk politiker, riksdagsledamot 1909-1911 och 1912-1914.